# قایدان
قائدان(کیدون)، روستایی از توابع بخش دشمن‌زیاری شهرستان ممسنی در استان فارس ایران است.

کیدون یا قائدان در لغت به معنای جایگاه “کی”‌ها می‌باشد  و “کی” در گویش محلی به بزرگان منطقه گفته می‌شود . از آنجایی که لغت معرب لغت “کی” “قائد” می‌باشد  ، روستای کیدون در منابع رسمی “قائدان” نامیده می‌شود.

## جمعیت
این روستا در دهستان مشایخ قرار دارد و براساس سرشماری مرکز آمار ایران در سال ۹۵ جمعیت آن ۱۱۰ نفر بوده‌ است.
مردم شناسی:«
جوانان روستای کیدون که عموما تحصیلات عالیه دارند، معمولاً پس از پایان تحصیلات به روستا برنمی گردند و بیشتر در شهرهای شیراز و نورآباد ساکن می‌شوند.
آنها هم که در کیدون ماندند بیشتر به کار کشاورزی و کشت گندم و انگور و انجیر مشغول هستند، و نکته جالب این است که در کار کشاورزی تماما از وسایل ابتدائی و سنتی استفاده می‌کنند.
روستای کیدون مانند بیشتر روستاهای استان به جهت بی توجهی و مهاجرت بی رویه روستا به شهر در معرض خطر از بین رفتن و متروکه شدن قرار دارد. و بنظر می‌رسد مسئولین شهرستان ممسنی طرحی برای انتقال باقی مانده جمعیت استان به نقطه ای دیگر و از بین بردن روستا در دست داشته باشند، و برای همین هم جای تعجب ندارد اگر چند وقت دیگر اگر از جاده زیبای «بوان» به طرف شیراز رفتید، بجای روستای کیدون، چند خانه گلی مخروبه ببینید.
دهیار این روستا ( کوروش بهرامی ) است.

## اقامتگاه گردشگری
در سال ۱۳۹۶ در این روستا اقامتگاه گردشگری چویل مجوزهای لازم برای فعالیت در این زمینه را دریافت کرد و در شهریور ۱۳۹۷ توسط مسئولان استان فارس و شهرستان نورآباد ممسنی بعد از یک سال فعالیت مرمت افتتاح شد.